# HD125903
HD125903 — хімічно пекулярна зоря спектрального класу A0, що має видиму зоряну величину в смузі V приблизно  9,4.
Вона  розташована на відстані близько 1076,4 світлових років від Сонця.

## Пекулярний хімічний склад
Зоряна атмосфера HD125903 має підвищений вміст 
Si
.